# Date (métadonnée)
Dans les métadonnées, la date est un élément utilisé pour spécifier un jour calendaire dans le calendrier grégorien.
Beaucoup de standards de représentation de données comme XML, XML Schema, Web Ontology Language spécifient que l'on doit utiliser le format de date ISO 8601.
La date indique un jour (comme au sens usuel). Lorsqu'elle contient également une heure, relative à un fuseau horaire, cela correspond plutôt au terme de représentation DateAndTime, « date et temps ».
Sous une version française de Linux, la date et temps peut par exemple être représentée par la chaîne « jeu mai  4 00:27:50 CEST 2006 ».
En informatique, la date peut également être représentée — afin de faciliter le tri automatique — en mettant les informations de poids fort en premier : « 2006-05-04T00:27:50Z » (norme ISO 8601). Il est aussi possible d'obtenir une date comme un nombre de secondes écoulées depuis le 1er janvier 1970, on parle alors de temps Unix (Unix Timestamp).
De nombreux langages informatiques contiennent une bibliothèque logicielle intégrée qui offre certaines fonctionnalités liées à la date ; c'est notamment le cas du C et du java.
Ces bibliothèques se distinguent cependant par exemple, par leur capacité à régionaliser la date, ou sur le niveau de précision géré par la date.

## Élément date dans le standardDublin Core
Dans le Dublin Core, la date représente la date d'un événement dans le cycle de vie du document : il peut s'agir par exemple de la date de création ou de la date de mise à disposition. Il est recommandé de spécifier la date au format W3CDTF (AAAA-MM-JJ).
Pour préciser de quel type de date il s'agit, on utilise les raffinements :
- created : date de création ;
- valid : date ou période de validité ;
- available : date ou période de mise à disposition ;
- issued : date de publication ;
- modified : date de modification ;
- dateAccepted : date d'acceptation (par exemple, acceptation d'une thèse par une université, d'un article par un journal, etc.) ;
- dateCopyrighted : date du copyright ;
- dateSubmitted : date où le document a été soumis (par exemple, soumis à un comité de lecture s'il s'agit d'un article).

## Interprétation dans les logiciels Microsoft
Une date dont les deux premiers chiffres de l'année ne sont pas précisés seront interprétés en tant qu'années 1930 à 2029 par les logiciels Microsoft. Par exemple, une date 6/4/18 dans excel signifie le 6 avril 2018, alors que 20/5/68 signifie 20 mai 1968.